# Senotainia sinerea
Senotainia sinerea är en tvåvingeart som beskrevs av Chao och Zhang 1988. Senotainia sinerea ingår i släktet Senotainia och familjen köttflugor. Inga underarter finns listade i Catalogue of Life.